# Nhà nước Việt Nam
Nhà nước Cộng hòa xã hội chủ nghĩa Việt Nam là "nhà nước pháp quyền xã hội chủ nghĩa", theo Điều 2, Hiến pháp 2013. Đây là sự kết hợp của hai kiểu nhà nước: nhà nước xã hội chủ nghĩa và nhà nước pháp quyền.

## Bản chất
Nhà nước mang bản chất giai cấp, là tổ chức để thực hiện quyền lực chính trị của giai cấp thống trị. Cho đến nay đã có các kiểu Nhà nước chủ nô, Nhà nước phong kiến, Nhà nước tư sản, Nhà nước xã hội chủ nghĩa.
Nhà nước Cộng hòa Xã hội chủ nghĩa Việt Nam là kiểu Nhà nước Xã hội chủ nghĩa, thể hiện ở:
- Nhà nước do Đảng Cộng sản Việt Nam lãnh đạo. Đảng Cộng sản Việt Nam lãnh đạo Nhà nước Việt Nam thông qua quyết định các chủ trương, đường lối và thông qua việc đưa đảng viên của mình vào nắm giữ các chức danh quan trọng của Nhà nước. Điều 4 của Hiến pháp Việt Nam 2013 khẳng định vai trò lãnh đạo tuyệt đối của Đảng lên Nhà nước và xã hội.

Cũng là Nhà nước pháp quyền, nên Nhà nước Cộng hòa Xã hội chủ nghĩa Việt Nam mang các bản chất chung của Nhà nước pháp quyền, đó là:
- Các cơ quan Nhà nước được thiết kế, hoạt động trên cơ sở pháp luật. Bản thân Nhà nước đặt mình trong khuôn khổ pháp luật. Hiến pháp Việt Nam năm 2013 có quy định rõ địa vị pháp lý, chức năng, thẩm quyền của các cơ quan Nhà nước bao gồm Quốc hội (chương V Hiến pháp, Luật Tổ chức Quốc hội Việt Nam), Chủ tịch nước (chương VI Hiến pháp), Chính phủ (chương VII Hiến pháp, Luật Tổ chức Chính phủ), Tòa án nhân dân và Viện kiểm sát nhân dân (chương VIII Hiến pháp, Luật Tổ chức Tòa án nhân dân, Luật Tổ chức Viện kiểm sát nhân dân), Chính quyền địa phương (chương IX Hiến pháp, Luật Tổ chức Hội đồng nhân dân và Ủy ban nhân dân), Hội đồng bầu cử quốc gia và kiểm toán nhà nước. Đối với các Bộ, cơ quan ngang Bộ, cơ quan trực thuộc Chính phủ, ban quản lý các khu kinh tế, thì có các Nghị định của Chính phủ quy định về chức năng, nhiệm vụ, quyền hạn và cơ cấu tổ chức của họ.

Các bản chất khác của Nhà nước Cộng hòa xã hội chủ nghĩa Việt Nam là:
- Dân chủ tập trung
- Không có sự phân chia giữa 3 ngành lập pháp, hành pháp, và tư pháp, mà là sự thống nhất, phân công, phối hợp, kiểm soát giữa các cơ quan nhà nước trong việc thực hiện các quyền này.
- Là Nhà nước đơn nhất và tập quyền: Ở Việt Nam chỉ có một Hiến pháp chung. Các địa phương không có quyền lập hiến và lập pháp mà ban hành các VBQPPL theo luật định.

Ngoài ra, theo Hiến pháp, Nhà nước Việt Nam còn có bản chất sau:
- "Nhà nước của dân, do dân và vì dân".

## Chức năng

### Chức năng đối nội
- Chức năng kinh tế
- Chức năng chính trị
- Chức năng xã hội

### Chức năng đối ngoại
- Chức năng bảo vệ đất nước

## Tổ chức Nhà nước trung ương
Nhà nước Việt Nam là hệ thống có 4 cơ quan. Đó là
- Cơ quan quyền lực hay còn gọi là các cơ quan đại diện (lập pháp): bao gồm Quốc hội ở cấp trung ương và Hội đồng nhân dân các cấp địa phương do nhân dân trực tiếp bầu ra và thay mặt nhân dân thực hiện quyền lực nhà nước.
- Cơ quan hành chính (hành pháp): bao gồm Chính phủ ở cấp trung ương và Ủy ban nhân dân các cấp địa phương do cơ quan quyền lực tương ứng bầu ra.
- Cơ quan xét xử (tư pháp): bao gồm Tòa án nhân dân tối cao ở cấp trung ương và Tòa án nhân dân các cấp địa phương.
- Cơ quan kiểm sát (công tố): bao gồm Viện kiểm sát nhân dân tối cao ở cấp trung ương và Viện kiểm sát nhân dân các cấp địa phương.

Dưới đây là Sơ đồ tổ chức của Nhà nước Cộng hòa Xã hội chủ nghĩa Việt Nam năm 2016:

## Tổng Bí thư Ban Chấp hành Trung ương Đảng Cộng sản Việt Nam
Tổng Bí thư Ban chấp hành Trung ương Đảng Cộng sản Việt Nam, gọi ngắn gọn hơn là Tổng Bí thư Đảng Cộng sản Việt Nam hay Tổng Bí thư, là chức danh lãnh đạo cao nhất của Đảng Cộng sản Việt Nam và cũng là chức vụ cầm quyền cao nhất trong hệ thống chính trị Việt Nam.
Tổng Bí thư Ban Chấp hành Trung ương Đảng Cộng sản Việt Nam đương nhiệm là ông Tô Lâm .

## Quốc hội
Quốc hội Việt Nam theo mô hình đơn viện và là cơ quan quyền lực nhà nước cao nhất. Quốc hội Việt Nam có các nhiệm vụ chính:
1. Lập hiến, Lập pháp;
2. Quyết định các vấn đề quan trọng của đất nước;
3. Giám sát tối cao hoạt động của Nhà nước;
4. Quyết định vấn đề chiến tranh hay hòa bình;
5. Quyết định trưng cầu dân ý.

Thành phần nhân sự của cơ quan này là các đại biểu, do cử tri Việt Nam bầu ra theo nguyên tắc phổ thông, bình đẳng, trực tiếp và bỏ phiếu kín. Các đại biểu được bầu chịu trách nhiệm trước cử tri bầu ra mình và trước cử tri cả nước, có nhiệm kỳ 5 năm. Hiện nay, Quốc hội có 499 đại biểu.
Đứng đầu Quốc hội Việt Nam là Chủ tịch Quốc hội do các đại biểu bầu ra. Hiện nay Chủ tịch Quốc hội là ông Trần Thanh Mẫn.

## Chính phủ
Chính phủ Việt Nam là cơ quan hành chính nhà nước cao nhất của nước Cộng hòa xã hội chủ nghĩa Việt Nam, thực hiện quyền hành pháp, là cơ quan chấp hành của quốc hội. Chính phủ chịu sự giám sát của Quốc hội và Chủ tịch nước. Chính phủ phải chấp hành:
1. Hiến pháp, luật, nghị quyết của Quốc hội
2. Pháp lệnh, nghị quyết của Ủy ban Thường vụ Quốc hội
3. Lệnh, quyết định của Chủ tịch nước

Chính phủ Việt Nam được thành lập trong kỳ họp thứ nhất của Quốc hội mỗi khóa và có nhiệm kỳ là 5 năm.
Đứng đầu Chính phủ Việt Nam là Thủ tướng. Thủ tướng Chính phủ nước Cộng hòa xã hội chủ nghĩa Việt Nam do Chủ tịch nước đề cử và Quốc hội phê chuẩn. Các Phó thủ tướng do Thủ tướng chỉ định. Các thành viên Chính phủ do Chủ tịch nước chỉ định theo đề xuất của Thủ tướng Chính phủ và được Quốc hội phê chuẩn. Hiện nay, Thủ tướng Chính phủ là ông Phạm Minh Chính.

## Tòa án nhân dân Tối cao
Tòa án nhân dân Tối cao Việt Nam là cơ quan xét xử nhà nước cao nhất và có những nhiệm vụ và quyền hạn sau:
1. Hướng dẫn các Tòa án áp dụng thống nhất pháp luật, tổng kết kinh nghiệm xét xử của các Tòa án.
2. Giám đốc việc xét xử của các Tòa án các cấp; giám đốc việc xét xử của Tòa án đặc biệt và các Tòa án khác, trừ trường hợp có quy định khác khi thành lập các Tòa án đó.
3. Trình Quốc hội dự án luật và trình Ủy ban thường vụ Quốc hội dự án pháp lệnh theo quy định của pháp luật.

Đứng đầu Tòa án nhân dân Tối cao là Chánh án Tòa án nhân dân Tối cao. Chánh án Tòa án nhân dân Tối cao do Chủ tịch nước đề cử và Quốc hội phê chuẩn. Hiện nay, Chánh án Tòa án nhân dân Tối cao là ông Lê Minh Trí.

## Viện kiểm sát nhân dân tối cao
Viện kiểm sát nhân dân tối cao là cơ quan kiểm sát và công tố nhà nước cao nhất.
Viện kiểm sát có thẩm quyền công tố và kiểm sát hoạt động tư pháp:
1. Thực hành quyền công tố, kiểm sát hoạt động tư pháp của nước Cộng hòa xã hội chủ nghĩa Việt Nam.
2. Bảo vệ Hiến pháp và pháp luật, bảo vệ quyền con người, quyền công dân, bảo vệ chế độ xã hội chủ nghĩa, bảo vệ lợi ích của Nhà nước, quyền và lợi ích hợp pháp của tổ chức, cá nhân, góp phần bảo đảm pháp luật được chấp hành nghiêm chỉnh và thống nhất.

Đứng đầu Viện kiểm sát nhân dân tối cao là Viện trưởng Viện kiểm sát nhân dân tối cao do Chủ tịch nước bổ nhiệm theo Hiến pháp. Hiện nay, Viện trưởng Viện kiểm sát nhân dân tối cao là ông Nguyễn Huy Tiến.

## Chủ tịch nước
Chủ tịch nước là nguyên thủ quốc gia của Cộng hòa xã hội chủ nghĩa Việt Nam, là người đứng đầu Nhà nước Việt Nam và thống lĩnh lực lượng vũ trang nhân dân Việt Nam. Chủ tịch nước hiện nay là ông Lương Cường.
Chủ tịch nước do Quốc hội bầu ra trong số đại biểu Quốc hội với nhiệm kỳ 5 năm. Chủ tịch nước có các quyền hạn như sau:
1. Công bố Hiến pháp, luật, pháp lệnh; đề nghị Ủy ban Thường vụ Quốc hội xem xét lại pháp lệnh trong thời hạn 10 ngày, kể từ ngày pháp lệnh được thông qua; nếu pháp lệnh đó được Ủy ban Thường vụ Quốc hội biểu quyết tán thành mà Chủ tịch nước không nhất trí thì Chủ tịch nước trình Quốc hội quyết định tại kỳ họp gần nhất.
2. Đề nghị Quốc hội bầu, miễn nhiệm, bãi nhiệm Phó Chủ tịch nước, Thủ tướng Chính phủ.
3. Quyết định bổ nhiệm, miễn nhiệm, cách chức Phó Thủ tướng, Bộ trưởng và các thành viên khác của Chính phủ.
4. Quyết định bổ nhiệm, miễn nhiệm, bãi nhiệm Chánh án Tòa án nhân dân tối cao, Viện trưởng Viện kiểm sát nhân dân tối cao; bổ nhiệm, miễn nhiệm, cách chức Thẩm phán Tòa án nhân dân tối cao; bổ nhiệm, miễn nhiệm, cách chức Phó Chánh án Tòa án Nhân dân tối cao, Thẩm phán các Tòa án khác, Phó Viện trưởng, Kiểm sát viên Viện kiểm sát Nhân dân tối cao.
5. Quyết định đặc xá.
6. Quyết định các chính sách đối nội và đối ngoại của Chính phủ.
7. Có quyền triệu tập, tham dự và đồng thời là chủ tọa các phiên họp của Chính phủ.
8. Có quyền triệu tập các tướng lĩnh trong lực lượng vũ trang nhân dân để thảo luận, nghe báo cáo các vấn đề về quốc phòng, an ninh.
9. Có quyền bác bỏ các văn bản của Thủ tướng Chính phủ và các thành viên Chính phủ trái với Hiến pháp và pháp luật.
10. Quyết định tặng thưởng huân chương, huy chương, các giải thưởng nhà nước, danh hiệu vinh dự nhà nước.
11. Quyết định cho nhập quốc tịch, thôi quốc tịch, trở lại quốc tịch hoặc tước quốc tịch Việt Nam.
12. Thống lĩnh lực lượng vũ trang nhân dân Việt Nam, giữ chức Chủ tịch Hội đồng quốc phòng và An ninh, quyết định phong, thăng, giáng, tước quân hàm cấp tướng, chuẩn đô đốc, phó đô đốc, đô đốc hải quân; bổ nhiệm, miễn nhiệm, cách chức Tổng tham mưu trưởng, Chủ nhiệm Tổng cục chính trị Quân đội nhân dân Việt Nam; căn cứ vào nghị quyết của Quốc hội hoặc của Ủy ban Thường vụ Quốc hội công bố, bãi bỏ quyết định tuyên bố tình trạng chiến tranh; ra lệnh tổng động viên hoặc động viên cục bộ, công bố, bãi bỏ tình trạng khẩn cấp; trong trường hợp Ủy ban Thường vụ Quốc hội không thể họp được công bố, bãi bỏ tình trạng khẩn cấp trong cả nước hoặc ở từng địa phương
13. Trưởng ban Ban chỉ đạo cải cách Tư pháp Trung ương Đảng Cộng sản Việt Nam; quyết định chủ trương, định hướng về cơ chế, chính sách, giải pháp thực hiện có hiệu quả nhiệm vụ cải cách tư pháp. Yêu cầu các tỉnh ủy, thành ủy, đảng đoàn, ban cán sự đảng và đảng ủy trực thuộc Trung ương cung cấp thông tin, tham gia ý kiến đối với các văn bản về lĩnh vực tư pháp và báo cáo kết quả việc triển khai thực hiện Nghị quyết 49-NQ/TW của Bộ Chính trị và các nghị quyết, chỉ thị, quyết định, kết luận về lĩnh vực cải cách tư pháp của Ban Chấp hành Trung ương, Bộ Chính trị, Ban Bí thư
14. Tiếp nhận đại sứ đặc mệnh toàn quyền của nước ngoài; bổ nhiệm, miễn nhiệm, cử, triệu hồi đại sứ đặc mệnh toàn quyền của Cộng hòa xã hội chủ nghĩa Việt Nam; phong hàm, cấp đại sứ; quyết định đàm phán, ký điều ước quốc tế nhân danh Nhà nước; trình Quốc hội phê chuẩn, quyết định gia nhập hoặc chấm dứt hiệu lực điều ước quốc tế quy định tại Khoản 14 Điều 70; quyết định phê chuẩn, gia nhập hoặc chấm dứt hiệu lực điều ước quốc tế khác nhân danh Nhà nước

## Tổ chức Nhà nước tại địa phương
Việt Nam theo chế độ đơn nhất, các chính quyền địa phương phụ thuộc vào chính quyền trung ương. Hiện nay có 3 cấp địa phương là cấp tỉnh (tỉnh và thành phố trực thuộc trung ương), cấp huyện (thành phố thuộc tỉnh, thị xã, quận và huyện) và cấp xã (xã, phường và thị trấn). Tại mỗi cấp có các cơ quan tương ứng là Hội đồng nhân dân, Ủy ban nhân dân, Tòa án nhân dân và Viện kiểm sát nhân dân.

### Hội đồng nhân dân
Hội đồng nhân dân là cơ quan quyền lực tại cấp thành phố trực thuộc trung ương, tỉnh, quận, thành phố và huyện. Đại biểu HĐND do cử tri khu vực đó bầu lên với nhiệm kì 5 năm. 
Đứng đầu HĐND là Chủ tịch HĐND do các đại biểu bầu ra.

### Ủy ban nhân dân
Ủy ban nhân dân là cơ quan hành chính tại cấp thành phố trực thuộc trung ương, tỉnh, quận, thành phố và huyện.
Đứng đầu UBND là Chủ tịch UBND do Hội đồng Nhân dân cấp đó bầu ra.

### Tòa án nhân dân
Tòa án nhân dân là cơ quan xét xử tại cấp thành phố trực thuộc trung ương, tỉnh, quận, thành phố và huyện.
Đứng đầu TAND là Chánh án do Chánh án Tòa án nhân dân Tối cao bổ nhiệm.

### Viện kiểm sát nhân dân
Viện kiểm sát nhân dân là cơ quan kiểm sát và công tố tại cấp thành phố trực thuộc trung ương, tỉnh, quận, thành phố và huyện.
Đứng đầu Viện kiểm sát là Viện trưởng do Viện trưởng Viện Kiểm sát Tối cao bổ nhiệm.

## Đánh giá
Bộ máy Nhà nước Việt Nam hiện nay thể hiện được sự hiệu quả tương đối trong công tác quản lý cũng như vận hành đất nước. Tuy nhiên, còn một số tồn tại như: cồng kềnh, yếu kém và trì trệ ở tại một số địa phương cũng như các cơ quan bộ.
Bên cạnh đó, bộ máy hành chính có quá nhiều ban bệ, thứ trưởng, vụ trưởng, nhiều cấp phó. Theo quy định, mỗi bộ chỉ được có tối đa 4 thứ trưởng, nhưng các Bộ Nông nghiệp và Phát triển nông thôn, Bộ Công Thương đều có lúc có tới 10 thứ trưởng.